# Send-on-Delta-Abtastung
Send-on-Delta-Abtastung (SOD-Abtastung, von englisch send on delta, deutsch so viel wie „Sende bei Änderung“) ist das Prinzip der nicht-äquidistanten Abtastung bei der digitalen Signalverarbeitung, bei dem nicht alle abgetasteten Werte weiter gesendet werden, sondern nur diejenigen, die genügend große Unterschiede zu den vorher gesendeten Signalen aufweisen.

## Send-on-Delta-Prinzip
Das Send-on-Delta-Prinzip wird meistens auf bereits äquidistant (periodisch) abgetasteten diskrete Signale angewendet. Wenn eine Reihe von äquidistanten Abtastwerten s(i) vorliegt, dann wird der Wert {\displaystyle s_{\mathrm {a} }(i)} gesendet, nur wenn folgende Bedingung erfüllt ist:
{\displaystyle |s_{\mathrm {a} }(i)-s_{\mathrm {s} }(k-1)|\geq \delta }
wobei {\displaystyle s_{\mathrm {s} }(k-1)} der zuletzt gesendete Wert und {\displaystyle \delta } der Schwellwert („Delta“) ist. Wenn die Bedingung erfüllt ist, wird der Wert {\displaystyle s_{\mathrm {s} }(k)=s_{\mathrm {a} }(i)} gesendet.

## Anwendungsgebiete
Die SOD-Abtastung wird häufig bei der Abfrage von verteilten Sensoren verwendet, um die Anzahl von gesendeten Werten zu verringern, zum Beispiel in LON-Geräten. Dadurch wird die Auslastung des Kommunikationskanals verbessert. Bei autonomen batteriebetriebenen Sensoren wird durch eine SOD-Abtastung auch die Lebensdauer der Batterien verlängert.
Bei der Verwendung einer SOD-Abtastung in Reglern, wie z. B. in PID-Reglern, sollen die dadurch entstehenden Approximationsfehler im Regelungsalgorithmus berücksichtigt werden.